# Mündersbach
Mündersbach település Németországban, Rajna-vidék-Pfalz tartományban. Lakosainak száma 774 fő (2023. december 31.).

## Népesség
A település népességének változása:
| Lakosok száma | 629  | 752  | 763  | 780  | 777  | 774  |
|               | 1975 | 2017 | 2019 | 2021 | 2022 | 2023 |